# Alba de Cerrato
Alba de Cerrato es un municipio y localidad española de la provincia de Palencia (Castilla y León).

## Historia
Alba de Cerrato está documentada como localidad desde los siglos XI y XII, época en la que el monarca Sancho el Mayor donaba la villa al obispo de Palencia (en el año 1035), y en el año 1507 Fernando I confirmaría esa donación hecha por don Sancho. En el siglo XIII se construye la primera iglesia, de estilo románico-mudéjar, y durante el reinado de Carlos I le es otorgado el título de villa de jurisdicción propia y por ello se construye el rollo de justicia. En el siglo XVII fue reconstruida la primera iglesia, de la que solo quedó el ábside románico-mudéjar, y que es en la actualidad la iglesia parroquial de Santa María del Cortijo. Durante el siglo XX sufrió el característico proceso de despoblamiento del campo castellano.

### SigloXIX
Así se describe a Alba de Cerrato en la página 234 del tomo I del Diccionario geográfico-estadístico-histórico de España y sus posesiones de Ultramar, obra impulsada por Pascual Madoz a mediados del siglo XIX:

ALBA DE CERRATO

Villa con ayuntamiento en la provincia y diócesis de Palencia (4 leguas), partido judicial de Baltanás (3), audiencia territorial y capitanía general de Valladolid (6).
Situada a la falda de una colina al fin de la vega que constituye la parte principal de su término, expuesta a todos los vientos y de clima sano. Las enfermedades más comunes son catarros y alguna que otra pulmonía.
Forman el casco de la población 30 casas, de las cuales solo 6 son medianas, y el resto de mala construcción, con calles irregulares, estrechas, sucias y mal empedradas; una plaza pequeña donde se halla la casa consistorial, que sirve al mismo tiempo para escuela de primeras letras, a la cual concurren 12 niños; la dotación del maestro consiste en 500 reales pagados de los fondos de propios, y una fanega de trigo que recibe de los padres de cada alumno; hay una casa donde se recogen los pobres y enfermos, aunque sin emolumento alguno, un pósito o banco de labradores con el fondo de 150 fanegas de trigo.
Una iglesia parroquial bajo la advocación de Santa María del Cortijo, servida por un cura teniente y un beneficiado de provisión del obispo, cuyo patronato corresponde al pueblo; una ermita rural sin uso, dedicada a Nuestra Señora del Arrabal, y un cementerio en buena posición y bien ventilado.
Alrededor de la villa se encuentran una porción de cuevas subterráneas sin más luz que la que les entra por la puerta, las cuales sirven de habitación a algunos vecinos. Tiene también a corta distancia una fuente de ricas y abundantes aguas para el consumo de los habitantes.
Confina el término por N con el de Cebico de la Torre (1 legua), por E con los de Vertavillo y Esquevillas (1/2), por S con el de Villafuente (1), y por O con el despoblado del Villar y Población.
El terreno es llano en general, y solo al S existe un monte de propios que se une en cordilleras con el de Vertavillo y Esguevillas; se cultivan sobre 1.000 obradas de tierra de 2.ª y 3.ª calidad, floja y poco productiva, y a pesar de haber algunos baldíos, apenas se roturan por su ínfima calidad. Hay también 167 obradas de bienes nacionales, contando los propios además del referido monte con un prado pequeño y un molino harinero de una piedra, movido por las escasas aguas de un arroyo perenne de cauce profundo, titulado Maderano, que nace en el pueblo de Hérmedes, y corre en dirección E y O dejando a la izquierda la población, cuyos vecinos han fabricado sobre él un puente de piedra de un solo ojo. 
Estos se dedican exclusivamente a la agricultura, venden sus sobrantes de trigo a los pueblos limítrofes, y se surten igualmente de fuera, de muchos artículos de que carecen, comunicándose por medio de caminos locales de carro y herradura, intransitables en el invierno. La correspondencia la recibe de Cebico de la Torre.
Producciones: trigo, cebada, centeno, avena, vino, ganado lanar y alguna caza.
Población: 49 vecinos, 245 almas.

Capital productivo: 204 500 reales. Imponible: 18 895. El presupuesto municipal asciende a 6437 reales y se cubre con 173 fanegas de trigo que producen las tierras de propios, 60 el molino harinero y 160 la leña, y el déficit con el producto de los pastos.

## Geografía humana

### Demografía
Cuenta con una población de 82 habitantes (INE 2024).
| Gráfica de evolución demográfica de Alba de Cerrato entre 1842 y 2021                                                 |
| |
| Población de derecho según los censos de población del INE. Población de hecho según los censos de población del INE. |

### Economía

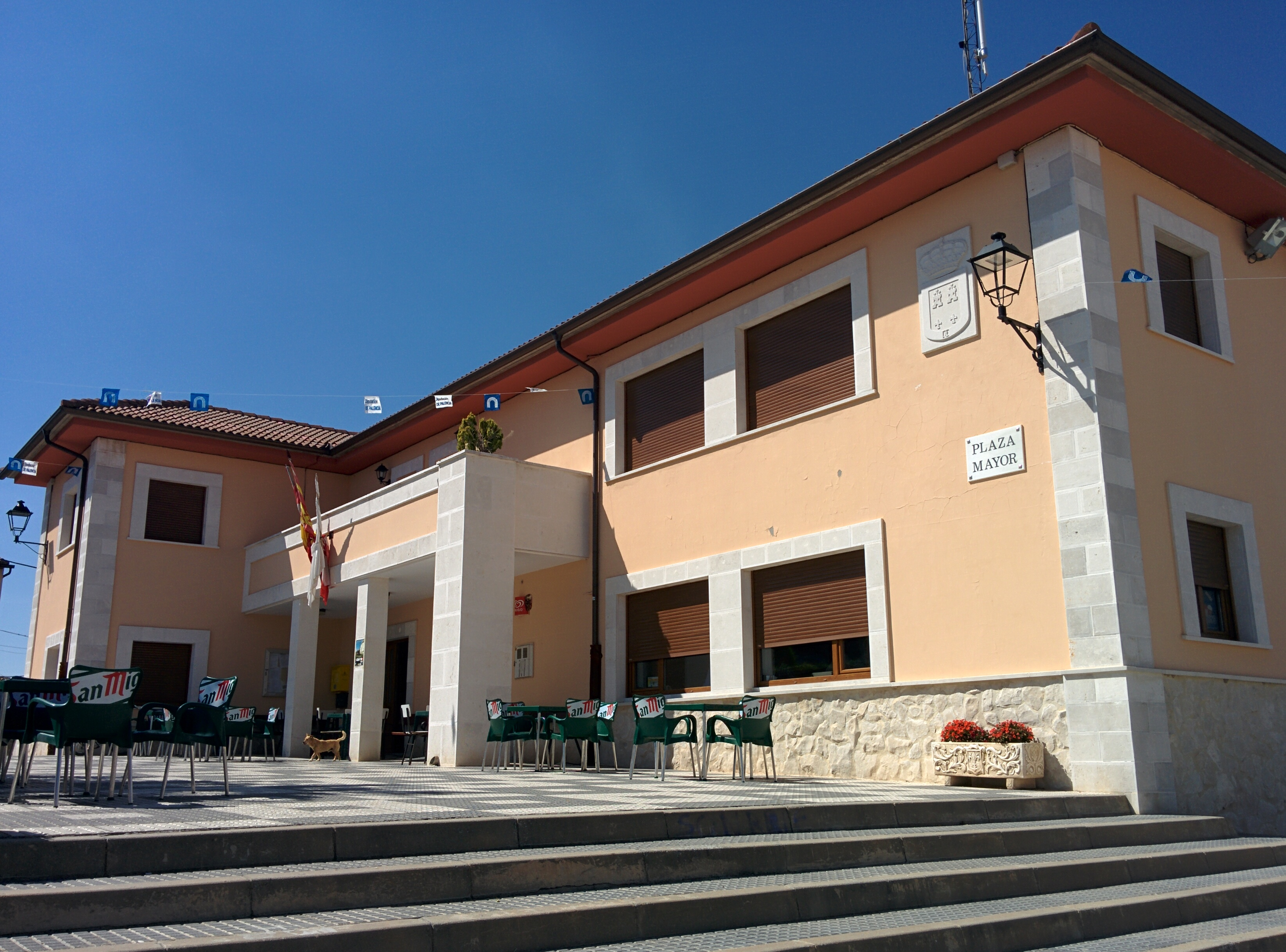
Casa consistorial

#### Evolución de la deuda viva
El concepto de deuda viva contempla sólo las deudas con cajas y bancos relativas a créditos financieros, valores de renta fija y préstamos o créditos transferidos a terceros, excluyéndose, por tanto, la deuda comercial.
Entre los años 2008 a 2014 este ayuntamiento no ha tenido deuda viva.

## Patrimonio

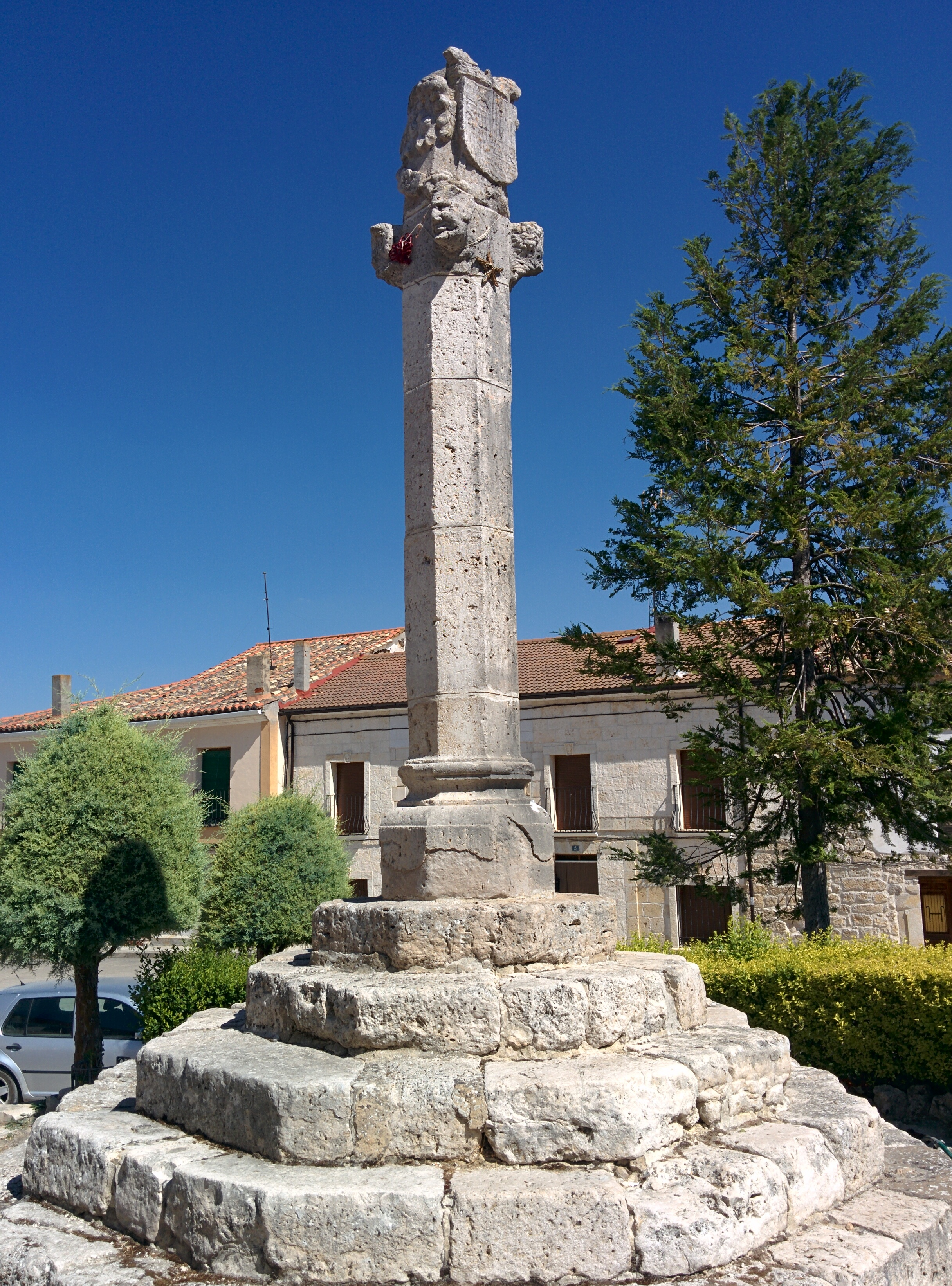
Rollo de justicia
Gótico del siglo XVI. Declarado bien de interés cultural en 1960.
Iglesia de Nuestra Señora del Cortijo
De una nave. Cabecera cerrada por un ábside románico y mudéjar.